# Blaž Mesiček
Blaž Mesiček (Ljubljana, Eslovenia, 12 de junio de 1997) es un jugador esloveno de baloncesto.

## Trayectoria deportiva
Es un escolta esloveno formado en la cantera del Olimpia de Liubliana, en diciembre de 2016 llegó a la Liga italiana por Navidad y su debut anotó: 10 puntos (con 2/3 en triples) y +21 con él en pista en 16 minutos. 
En su etapa de juvenil estuvo en la agenda del Barça para su cantera.
En la temporada 2020-21, forma parte de la plantilla del KK Split, con el que promedia 11,1 puntos en la Liga Adriática.
El 7 de julio de 2021, firma por el Kolossos Rodou BC de la A1 Ethniki griega.
En la temporada 2022-23, firma por la Cibona Zagreb de la A1 Liga.
El 4 de agosto de 2023, firma por el Baloncesto Fuenlabrada de la Liga LEB Oro.
El 8 de marzo de 2024, deja de pertenecer al Baloncesto Fuenlabrada.